# Analógia
Analóg: hasonló, valamivel bizonyos szempontból egyező, annak megfelelő. A szó a görög άνάλογος (ánálogosz) szóból származik, amelynek jelentése: arányos, megfelelő, hasonló.
Egy másik definíció szerint az analóg: analógián alapuló.

Az analógia szónak számos értelmezése és alkalmazási módja van. A logikában és a filozófiában használt értelmezése a legegyszerűbb és legáltalánosabb:
Ha A-ra érvényesek és lényeges jellemzők az a, b, c és k tulajdonságok, ugyanakkor B-re is érvényesek és lényeges jellemzők az a, b és c tulajdonságok, akkor A és B tulajdonságainak analógiája szerint kijelenthető, hogy a k tulajdonság B-re is várhatóan, de nem bizonyosan érvényes.
Ez a szócikk a szó technikai tárgyú értelmezéseit ismerteti.

## Néhány egyéb értelmezés
- Algoritmikus alkalmazások: két módszer egymással analóg, ha az összes jelentős részleteikben megegyeznek. Ha egy tankönyv példafeladata bemutatja egy másodfokú egyenlet megoldását, a tanuló más számokat tartalmazó másodfokú egyenleteket is meg tud oldani. Mivel a kezdőhelyzet hasonló, a bemutatott eljárást felhasználhatja analóg módon az új feladatra is, vagyis ugyanazokat a lépéseket az aktuális számokkal elvégezve. Ha valahol eltér a példamódszertől, azaz nem azzal analóg megoldási utat választ, a siker kérdésessé válik.
- Tudományos módszertan: egy összetett jelenség folyományának vagy egy még ismeretlen részletének megismeréséhez a tudományban használatos a modell készítése. A modell a valóságos folyamattal analóg, tehát lényegileg azonos, kisebb jelentőségű részleteiben eltérhet. A modell absztrakcióval keletkezik, amikor is a jelenség érdektelennek ítélt részleteinek kiszűrésével megmaradt kisebb komplexitású adathalmaz részei között olyan összefüggéseket állítunk fel, amelyek a modell viselkedését a valódi jelenségével analóggá teszik. Ha kellő számú jellegzetes esetben a modell ugyanazokat az eseményeket mutatja fel, mint amelyek a valódi jelenség folyamatában ugyanakkor megfigyelhetők, akkor az analógia megléte nagy valószínűséggel feltételezhető, és várható, hogy a modell egy új, eddig még meg nem figyelt helyzetben is helyesen írja le a jelenséget. Fordítva: ha a jelenség és a modell kellő számú azonos helyzetben azonos állapotokat mutat, akkor a modell készítéséhez használt összefüggések valószínűleg megegyeznek a jelenség működését irányító törvényekkel.
- Biológia: analógiának nevezik az evolúciós fejlődésnek azt az esetét, amikor különböző szervek, szervrendszerek úgy módosulnak, hogy a feladatuk végül hasonló vagy azonos lesz. Például a kökény tövise az ágából fejlődött, a sóskaborbolyáé a leveléből, az akácé a pálhaleveléből. De szárnya van a rovaroknak és a gerincesek egy csoportjának is, hasonló funkcióval, ám teljesen eltérő fejlődési úttal.
- Nyelvészet: az analógia nyelvek formálódásának az a mechanizmusa, amely a szabályostól eltérő, kivételként kezelt alakokat idővel a szabályos főtípus mintájára alakítja; illetve amikor a szabálytalan nyelvi alakzatra a szabályos főtípusra használatos szabályt alkalmazzuk. Részletesebben lásd: Analógia (nyelvészet).
- Jogelmélet: egy létező jogszabály analóg módon alkalmazható egy olyan tényállásra, amely kellő számú lényegi azonosságot mutat, de arra közvetlenül vonatkozó jogszabály nincs. Részletesebben lásd: Analógia (jog).

## Fizikai, méréstechnikai értelmezés
Az „analóg” szó technikai értelmezését egy példán keresztül közelíthetjük meg a legkönnyebben. Tegyük fel, hogy egy zárt térben elhelyezünk egy higanyos légnyomásmérőt, majd a térben növelni kezdjük a nyomást. Az alább látható ábra első diagramja a nyomás (p) idő (t) szerinti változását ábrázolja vázlatosan. Folyamatosan figyeljük a nyomásmérő higanyoszlopának magasságát (h), és ennek értékét az ábra második diagramján tüntetjük fel. A görbék hasonlósága szembetűnő, de ha a két görbe hányadosát egy harmadik diagramon megjelenítjük, azonnal láthatóvá válik, hogy a nyomás és a higanyoszlop magassága között egyenes arányosság van. Kijelenthető, hogy a higanyoszlop magasságának változása a nyomás változásával analóg, a görög szó jelentései közül az arányos nyilvánvalóan illik rá.
Két fizikai változás analógiájának nem minden értelmezés szerint kötelező ilyen szigorú arányosságra alapulnia, sokszor elfogadható az is, ha a két jelenséget leíró görbe, méréssorozat vagy megfigyelés csak lényegi azonosságot mutat, kis eltérésekkel. Az alábbi ábrán viszont látható egy olyan eset, amelyre az analóg kapcsolat biztosan nem mondható ki. A nyomásváltozás legyen ismét az előbbivel azonos lefolyású, de tegyük fel, de a higanyoszlop magassága eközben a második diagram szerint változik. (Mivel ez csak egy példa, a szokatlan jelenség magyarázatát most fölösleges lenne kutatnunk.) Rögtön látható, hogy a két görbe között lényeges eltérések vannak, de még feltűnőbb lesz a különbség, ha ismét megnézzük a két görbe hányadosát, a harmadik diagramon. Az egyeneshez képest jellemzőbeli eltérések is azonnal láthatóak lesznek, a görbe deriváltja sem közelít az egyeneshez, még lokális maximum is keletkezett. Így egyértelműen kijelenthető, hogy a két mért adat – a nyomás és a nyomásmérő higanymagassága – ez alkalommal egymással nem analóg módon változott.

### A folytonosság igénye
Az analóg folyamatváltozás, illetve analóg összefüggés alapvető követelménye a következő:

Ha a kapcsolat egyik oldala bármilyen kis mértékben is változik, a másik oldalon is hasonló jellegű és mértékű változásnak kell bekövetkeznie.
Sok ide illő példa található a fizikai jelenségek körében. Egy gázzal töltött zárt tér térfogatának bármilyen apró változása is hasonlóan apró nyomásváltozással jár. A vezetékben folyó áram erősségének apró változása is a generált mágneses tér erősségének apró változását eredményezi. Egy tárgyat számottevő tömegű testtől (például a Földtől) kis mértékben távolítva a tárgy súlyának kis csökkenését figyelhetjük meg. Ha egy megfelelő tartályba egyenletes áramban vizet folyatunk, két tetszőleges időpillanatban megfigyelt vízszint eltérése a pillanatok közötti idővel arányos. És így tovább. Az alábbi ábra egy olyan esetet ábrázol vázlatosan, amikor egy rugós mérlegre nehezedő súly (G) változásának és a mérleg kitérésének (d) a kapcsolatát vizsgáljuk. A görbe folytonos, vagyis nagyon kis súlyváltozás arányosan kis mértékben változó kitéréshez vezet. Az összefüggés nem pontosan egyenes arányosság, ám a két jelenség analógnak tekinthető. Az arányosság egyébként a mérési skála megfelelő megválasztásával egyenessé tehető.
Megjegyzést érdemel, hogy a mérőműszerek általában ehhez hasonlóan viselkednek, hitelesített mérési tartományuk rendszerint nem nullánál kezdődik. Ugyanis a műszer mechanikai vagy elektronikai szerkezetének kiküszöbölhetetlen pontatlanságai a túlságosan kis kezdeti változásra való analóg reagálást lehetetlenné teszik. Ha egy dekagramm pontosságú fürdőszobai mérlegre tíz dekagrammnyi terhet teszünk, akkor nem várható pontos mérési eredmény. Ugyanakkor a mérleg a 40,0 és 40,1 kilogrammnyi teher közötti különbséget már megfelelően jelezni fogja. Az is kézenfekvő, hogy ha a mérlegre már 300 kilogrammot teszünk, akkor a mérleg összeroppan, vagyis nem produkál megfelelő mérési eredményt. Ezért szokás az analógia fizikai definíciójához hozzátenni, hogy a leírt kapcsolat két szélső érték között érvényes.
Az előbb látott meghatározás nagyon hasonlít a differenciálhatóság matematikai definíciójához, ám egy lényeges különbséget mutat ahhoz képest. Míg a matematikai definíció a függvénynek végtelenül kis intervallumára is vonatkozik, addig fizikai jelenség mérésére ez az igény nem teljesíthető, mert a kvantummechanika törvényszerű következményei ezt meggátolják. Az analógia folytonossági igényének meghatározása tehát tovább bővítendő azzal, hogy a „bármilyen kis mérték” a változás mérhető felbontásáig csökkenthető. Például a Hold által okozott árapály mértékének a Hold távolságával való analóg változása milliméternyi felbontással (pontossággal) még mérhető, ha szükséges, de nanométernyi pontossággal mérni teljesen értelmetlen és reménytelen, azért is, mert a kísérőjelenségek és a mérendő tényező bizonytalansága, hibája ezt nagyságrendekkel meghaladja.
Összefoglalva: a fizikai világban az analógia két távoli szélső érték közötti adatok arányos kapcsolata, amely elegendően finom felbontásig vizsgálva folytonos, a mérhetőség határa felé közelítve azonban szakaszossá válhat.

### Más lehetőségek
Az alábbi ábra 1. rajzán ábrázolt kapcsolat a megjelölt szakaszon analógnak tekinthető, a függvény a vizsgálható felbontásig folytonos. Most további grafikonok segítségével megvizsgáljuk az analóg összefüggéssel valamilyen szempontból szembeállítható jellegzetes lehetőségeket.

#### 2 – diszkrét
A rajzon egy olyan jellegzetes eset látható, amely a folytonosság követelményét nem teljesíti. Ugyan az összefüggést kifejező függvényértékek ugyanabba a görbébe illeszkedően helyezkednek el, de már alaphelyzetben is jól látható módon diszkrét, azaz elkülönülő pontokra válnak szét. Az igaz volt az analóg kapcsolatra is, hogy elérve egy bizonyos, gyakorlati szempontból már érdektelen nagyítást, az értékek ott is diszkrét pontokra bomlanak, vagy azzá bomolhatnak. Az analóg ellentéteként említhető diszkrét pontok viszont már jóval kisebb felbontásnál, az elemzett kapcsolat nagyságrendjében vizsgálva is egyértelműen elkülönülnek. Nem szükséges, hogy a pontok egyenlő osztásközökben sorakozzanak.
A diszkrét sorozatra példa az, ha a számegyenesen, amely a valós számok folytonos sorát ábrázolja, feltüntetjük a prímszámok helyét. 2, 3, 5, 7, 11, 13, 17, 19, 23, 29 és így tovább. Egyenetlen eloszlásban különálló, diszkrét pontokat látunk.
Másik példaként képzeljük el egy hajó rakodását. Ha a raktérbe folyamatosan öntik a szállítandó homokot, akkor a berakodott mennyiség és a hajó merülése között egy analóg kapcsolat figyelhető meg. A két érték egymással arányosságba hozható, és a mérhetőség alsó határáig teljesül az a követelmény is, hogy egy kicsivel több homokot a hajóra téve arányosan kis mértékben nő a merülés. Ha a két értéket egy mérőműszer papírra rajzolja, akkor a toll egy folytonos vonalat fog húzni.
Ha viszont a hajó konténereket szállít, akkor a berakodás már nagyobb egységekben történik. Továbbra is fennállhat az arányosság a rakomány tömege és a hajó merülése között, de csak egymástól elkülönülő esetekben vizsgálva. Ha minden konténer elhelyezése után megmérjük a raktömeget és a merülést, majd grafikonon ábrázoljuk, akkor külön pontokat fogunk látni, amelyek persze érzékeltetik az arányosságot, akár azt is megtehetjük, hogy a pontokat összekötve folytonos görbét hozunk létre. Ám amíg a folytonos mérés bizonyosságot ad arról, hogy az arányosság analóg, tehát kis változások esetén is követi az arányosságot, a konténerek berakodásakor a pontok összekötését úgyszólván „saját felelősségünkre” tehetjük meg, mivel bizonyítékunk nincs arról, hogy a pontok közötti részeken ugyanaz az arányosság érvényes. Hihető, de nem biztos.
Annyira nem biztos, hogy erre a példára nem is lenne igaz. Olyan eset nem fordul elő, hogy a hajón például 4,7 konténer teher van, márpedig a görbe folytonossá tételével ezt a valótlan esetet ábrázolnánk. A teher is lépésközökben nő, a merülés is.
A 2. grafikon jellemző tulajdonsága, hogy a vízszintes tengelyen (más neveken a független változó, az x, az abszcissza tengelyén) nem minden értékhez tartozik pont a görbéből. Az értelmezési tartomány nem folytonos, hanem hézagos, méghozzá egyenetlen lépésközökben.

#### 3 – lépcsőzetes
Szembetűnő, hogy bár a görbe itt sem folytonos, de nem is hézagos, csak szakadozott, egész pontosan lépcsőzetes. A vízszintes tengelynek itt nincs olyan pontja, amelyhez ne tartozna valamilyen mért, kifejezett érték a görbén. Ugyanakkor az egyértelműen nem igaz, hogy x bármilyen kis változásához y arányosan kis változása lenne rendelve, azaz az összefüggés nem analóg.
Az esetre példának vehetjük egy járműveket szállító komp berakodását. Elindítunk egy mérőműszert, amely folyamatosan egy papírszalagra rajzolja a komp merülésének értékét. A vízszintes tengelyen eszerint az idő jelenik meg. Láthatjuk, hogy kissé egyenetlen időközönként újabb, különféle súlyú járművek kerülnek a fedélzetre. A berakodás közepe táján valami fennakadás lehetett, mert az újabb teher csak hosszabb idő után került fel, egy különösen súlyos jármű, hiszen a grafikon utána nagyot ugrott. Végül a rakodás befejeződött, némi idő elteltével a mérőműszert is leállították.

#### 4 – kvantált
A 4. rajzon a lépcsőzetes grafikonok egy speciális típusa látható. Ennél a fajtánál a görbe lépcsős szakaszai úgy jönnek létre, hogy a függőleges tengelyen (függő változó, y, ordináta) megjelenő értékek egyenlő lépésközökben helyezkedjenek el. Bármilyen függvénygörbe átalakítható ilyenné, a vízszintes tengelyen a lépcsők közötti ugrások pontjainak osztásközeire nincs megkötés. A görbével ábrázolt függvény értéke azonos egységekben, kvantumokban változik, vagyis a grafikonon ábrázolt kapcsolat kvantált.
A kvantált összefüggés például olyan helyzetben fordulhat elő a gyakorlatban, amikor egy mérőberendezés mutatója nem mozog szabadon, hanem mindig a skála valamelyik osztásába bekattan, a mért értéket ilyenkor csak osztásnyi pontossággal olvashatjuk le. Hasonlóképp kvantáltan, tehát bizonyos osztásonként tudjuk beállítani a nyugágy dőlését, egyes fűtőtestszelepek áteresztését, a szobai ventilátor sebességét, az autóülés helyzetét, az MP3-lejátszó hangerejét. Kvantáltan fejezzük ki a testmagasságunkat is, amikor centiméter osztású skálán mérjük meg magunkat. Vagy a testsúlyunkat, ha olyan régi fajta mérleget (mázsálót) használunk, amelyen csak kilogramm vagy tíz dekagramm pontosságú osztások valamelyikében tudjuk a tolósúly nyelvét megállítani. Tulajdonképpen kvantáltan mérünk a kétkarú mérleggel is, annak ellenére, hogy különféle súlyokat teszünk az egyik serpenyőbe. Hiszen ha egy kilogrammos súlyt teszünk fel, azzal csupán annyit egyszerűsítünk a folyamaton, hogy nem szükséges száz kvantumot, száz darab egy dekagrammos súlyt egyenként felrakosgatnunk. Amikor végül megállapítjuk, hogy a mért tömeg 162 dkg-nál valamivel több, 163 dkg-nál egyértelműen kevesebb, és megállapítjuk a tárgy tömegét 162 dekagrammban, akkor dekagramm egységekre osztott skálán kvantálva fejeztünk ki egy értéket. Ugyanezt tesszük, ha milliméter osztású vonalzóval mérjük meg egy néhány centiméteres tárgy méretét, ha deciméteres egységekben fejezzük ki a folyó vízszintjének magasságát. Általában kvantáltnak nevezhetünk minden beállítást vagy mérést, ha egységes osztású értékekre kerekítünk.
Mindig bizonyos kerekítéssel, azaz kvantáltan fejezünk ki egy értéket, ha számjegyekkel, digitálisan jelenítjük azt meg. Ha egy piezokristályra gyakorolt nyomást pascalban, négy tizedesjegy pontossággal fejezünk ki, akkor a mérés kvantuma 0,0001 Pa.
Az analógiánál nem szükséges, csak elfogadható, ha a kapcsolat elemi részekre válik szét, és csakis olyan nagyításnál, amely már értelmetlenül erős a kapcsolatban szereplő folyamatok nagyságrendjéhez képest. A kvantált összefüggés viszont már a mérés szempontjából értékes nagyságrenden is csak elkülönülő egységekben lehetséges. Nagy pontosságú mérés során cél a kvantumok minél kisebbre csökkentése, hogy a mérés minél finomabb felbontásban is a statisztikus szórásnál hasznosabb értékeket szolgáltasson, és az esetleg meglévő analógiát is láthatóvá tegye. Egy információelméleti alapfogalom, a zaj ezt a finom képalkotást szennyezi véletlenszerű vagy szisztematikus, de nem kiszámítható értékingadozással egy bizonyos nagyságrendben. Ha például a folyó vízállását mérjük, akkor a deciméteres értékkvantum esetén a megkapható értékek jó eredménnyel vonhatók kapcsolatba a vízszintet befolyásoló tényezőkkel, a Hold állásával, az esőzéssel, a hordalékkal. Ha a vízszintet kifejező érték pontosságát kisebb nagyságrendű kvantumokra finomítjuk, a zaj, azaz a vízfelület hullámzása egyre nagyobb pontatlanságot okoz. Centiméteres pontosságú leolvasás még lehetséges, pár másodpercnyi megfigyelés alapján kijelölve egy átlagot, de a milliméteres kvantáláshoz a zaj már túl erős, a hullámok túl nagyok és változatosak.

#### 5 – mintavételes
Az 5. rajz egy a kvantáltra hasonlító összefüggéstípust mutat be. Itt az értékkészlet nem bomlik elkülöníthető kvantumokra, viszont az értelmezési tartomány igen. Egész pontosan ha az értékkészlet kvantált is, annak a nagyságrendje lényegesen kisebb az értelmezési tartomány felosztásának nagyságrendjénél. Ilyen összefüggéstípus úgy jön létre, hogy az egyik tényező változásának meghatározott egységei esetén megvizsgáljuk a hozzá tartozó másik tényező állapotát. Úgy is lehet mondani, hogy az egyik tényező bizonyos egységeiként mintát veszünk az összefüggés értékeiből. Emiatt nevezik ezt az összefüggéstípust mintavételesnek.
Példaként vehetjük, amikor a levegő hőmérsékletét óránként egyszer megmérjük és feljegyezzük. Az idő órányi kvantumai elég részletes felbontást eredményeznek ahhoz, hogy a lassan változó hőmérséklet alakulásának jellegét megfelelő pontossággal értékelhessük. Ha az óránkénti mérések között a hőmérséklet olyan ingadozásokat is végezhetne, amely a megfigyelt összefüggés képét érdemben befolyásolná, akkor a mintavételek sűrűségét növelni kellene, például tízperces egységekre.
Mintavételezéssel elemezhetjük egy híd elmozdulását, ha megrakott teherautókkal hajtanak rá egyenként, itt a mintavételek gyakorisága „1 teherautó”. Egy repülőgép pályáját az irányítószolgálat radarja öt másodpercenként vizsgálja, és ilyen felbontásban ábrázolja a képernyőn. Galilei, a zseniális olasz természettudós egy lejtőn gurított le egy nagy fagolyót, egy metronóm ütéseikor krétával megjelölte a golyó helyét, és az így vett minták alapján állapította meg a földi nehézségi gyorsulás jellemzőit. A hengerelt acéllemez vastagságát egységnyi távolságonként automatikusan mérik meg ultrahanggal, így ellenőrizve az előírt vastagság folyamatos betartását. Egy hanghullám is kellő pontossággal felrajzolható, ha a megfelelő gyakorisággal (például másodpercenként húszezerszer) megmérjük a hanghullám erősségét. Erre a módszerre alapul a hangfelvételek digitális tárolása is.

#### 6 – rácspontos
Most megtekinthetjük a kvantált és a mintavételes adatelemzési vagy mérési elvek egyesítését. Itt az x tengelyen is egységes beosztásonként láthatjuk egy-egy mintavétel helyét, és az y tengelyen más, de szintén egységes kvantumok jelölik a kiválasztható értékeket. Mivel a felvehető értékek halmaza kvantált, a mintavételek során nem ábrázolhatjuk pontosan a mért értékeket, hanem mindig az azokhoz legközelebbi kvantumot vesszük eredménynek. Az összefüggés ábrázolása így egy rácsozaton történik, ezért hívják ezt rácspontos vagy raszteres ábrázolásnak.
Szembeötlő, hogy a többi módszerhez képest mennyire durva képet kaptunk, az összefüggés jellege teljesen nem is ismerhető fel. A helyzet javítására vagy a mintavételi sűrűséget, vagy az értékkvantumok finomságát kell növelni, esetleg mindkettőt. A mérési pontok által kirajzolt összefüggés értékelhetőségének az a feltétele, hogy mind a mintavétel sűrűsége, mind a mért adatok finomsága megfeleljen a kifejezni szándékozott jelenség kívánalmainak. Például egy kórházi beteg testhőmérsékletének ellenőrzéséhez, mondjuk, négy óránkénti mintavétel teljesen elegendő, de a hőmérsékletet egytized Celsius-fok pontossággal kell megállapítani, hiszen a durvább felbontású értékek nem mutatnák meg a hőmérséklet jellemzően finomabb ingadozását.
A rácspontos ábrázolási elv közvetlen rokona a digitális adatábrázolásnak, a különbség csak annyi, hogy a digitalizált adatoknál a grafikon minden pontja helyett az általuk kifejezett számérték és a mintavétel sorszáma van tárolva.

## Egy érdekes eset: az óra
A köznapi szóhasználatban a mutatós órákat analóg órának szokás nevezni. Figyelmesebben megvizsgálva őket, az előző fejezetekben leírtakat is hasznosítva kijelenthetjük, hogy ez az általánosító elnevezés téves.

Gátlómű

Egy mutatós zseb- vagy karóra működéséhez egy felhúzott rugó adja az energiát, az ingaórát pedig gyakran egy súly súlyereje mozgatja. Mindkét típusnál a hajtóerő fogaskerekes áttételeken keresztül mozgatja a mutatókat. Ha nem akadályoznánk meg valahogy, akkor ez az erő gyorsan végigpörgetné a mutatókat, és az óraszerkezet néhány másodperc alatt lejárna. Ezt előzi meg a gátlómű a szerkezetben, amely csak apró lépésekben engedi a kerekeket továbblépni. A gátlómű mindig egy viszonylag nagy tehetetlenségi nyomatékú alkatrészt mozgat – az ingát, illetve a járókereket, más néven balanszkereket vagy billegőt –, az pedig visszahatva egyenletes sebességre fékezi az óraművet. Ez a mechanizmus mintegy három évszázada változatlan elven működik.
Az analóg besorolás megvizsgálása szempontjából az elmondottakból az a fontos, hogy a gátkerék apró lépésekben engedi a szerkezetet haladni. Ezeket a lépéseket jól hallhatjuk, mert az óra ketyegésének minden kattanása a gátkerék és az anker egy-egy összeakaszkodásának a hangja. Ha az órán másodpercmutató is van, akkor látjuk is, ahogy a szerkezet lépésekben halad előre. Sőt, éles szemű ember a nagymutató mozgásában is megláthatja az apró, másodpercenkénti elmozdulásokat. Márpedig ha a mutatók mozgása nem folyamatos, akkor nem tartozik minden kis (tized-századmásodpercnyi) időintervallumhoz azzal arányos elmozdulás a szerkezetben, vagyis az analógia egyik alapfeltétele nem teljesül. A mutatók egyforma, apró lépésekben mozognak, tehát a közönséges mutatós órák járása valójában kvantált.

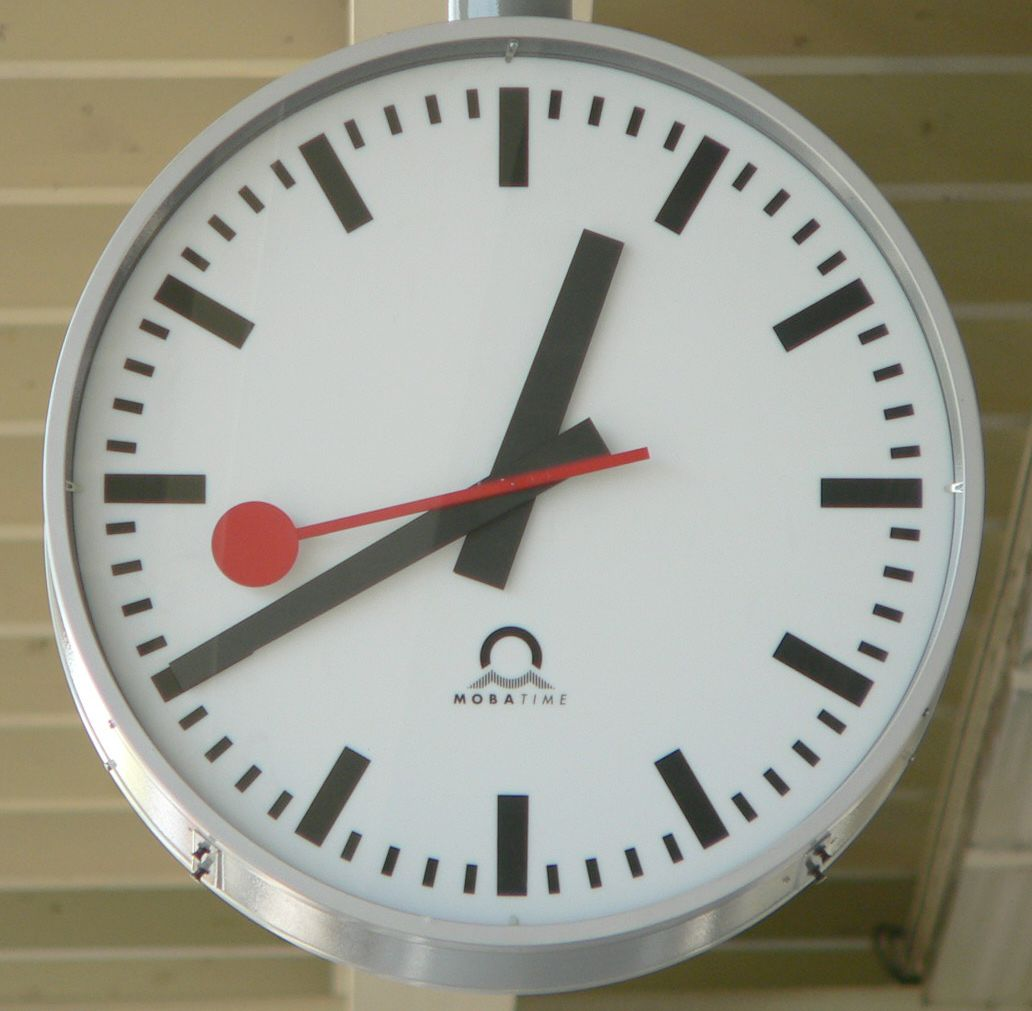
Pályaudvaron lévő óra

Különösen feltűnő ez olyan elektromos óráknál, amelyek percmutatói csak percenként lépnek egyet előre, ilyeneket pályaudvarok és más közterek óráinál gyakran láthatunk.
Vagyis analóg óra nem is létezik? Dehogynem. A napóra analóg, hiszen a Föld forgása, az árnyék mozgása folyamatos és szinte tökéletesen azonos sebességű. Analóg a homokóra működése is, bár időpontok mérésére a közismert formájában elég alkalmatlan. De analóg mechanikus óraszerkezet is létezik.
A csillagászoknak szükségük van arra, hogy a távcsövet hosszú ideig az ég egy bizonyos pontjára irányítva tarthassák. Mivel az égbolt elfordul, a távcső állványába beépített, számlap nélküli óragépet használják a csillagok követéséhez. Ám ez az óragép nem lehet egy megszokott, gátlóműves szerkezetű óramechanizmus, mert annak apró ugrásai a távcső felnagyított képét már zavaróan rángatnák, igazi analóg óraműre van tehát szükség. Régebben ezt úgy oldották meg, hogy a meghajtósúly leszaladását gátkerék helyett egy nagy légellenállású lapátkerék, vagy egy centrifugális szabályzó fékezte egyenletesen, ugrások nélkül. Ma pedig már finom villanymotor tartja irányban a távcsövet.
Precíziós időmérésre ugyanilyen szerkezeteket használtak, helyenként ma is használnak időmérő órákban, amelyek tehát valóban analóg mérőeszközök.

## Analóg jel
Mérőműszerek, érzékelők között ma is sok olyan van, amelyek analóg jeleket hoznak létre. Az analóg jel egy fizikai állapotváltozás nyomán létrejött üzenet, információ, amely időben változó, az állapotváltozással analóg, folytonos és arányos.
A meghatározás hétköznapi példákkal érthetőbbé tehető. Egy mikrofon hangérzékelője a rajta áthaladó áram erősségét a hanghullám ingadozásaival analóg módon változtatgatja. Az áram erőssége ez esetben „jel”, mivel az érzékelőt érő fizikai hatásról, a hangról hordoz közvetlen információt. A fémkereső érzékelőjében a mágneses tér jellemzői változnak, az ennek nyomán változó áramot átalakítva a kezelő egy hangot hall, amelynek a frekvenciája (magassága) árulkodik az érzékelő és a fémtárgy távolságáról. Egy gázkazánban levő bimetál érzékelő a vízhőmérséklet szerint változtatja az alakját, és egy mechanikus áttételen (itt most ez a jel) keresztül szabályozza a gáz áramlását. Mindegyik esetről elmondható, hogy a jel analóg, mindig azonnal és közvetlenül értesít az érzékelő változásairól, és a változásnak nincsenek egységei, kvantumai.
Technikailag csak kevéssé különbözik az a helyzet, amikor a jel nem érzékelőtől, hanem egy vezérlő eszköztől ered. A vezérlőjelre példa lehet az, amikor az ember az autó gázpedálját kicsit erősebben megnyomja, és a pedál elmozdulását a mechanikus áttétel a karburátorhoz továbbítja, megváltoztatva a beömlőnyílás méretét, a motor fordulatszámát.
Mivel az analóg jel lényegében folytonos, nagy nagyításig nézve is pontos részleteket mutat, mondható, hogy az információtartalma nagyon magas, szinte végtelen. Amikor egy analóg jelből diszkrét, lépcsőzetes, kvantált, mintavételes alakot hozunk létre, azzal a jel információtartalma mindig veszteséget szenved, de a megmaradt információtartalom gyakorlati szempontból elegendő maradhat.

### Továbbítása
Egy analóg jel továbbítása, tehát eljuttatása a jelet feldolgozó, hasznosító eszközhöz sokféle úton történhet. Az órásmesterek, gépszerkesztők, műszerészek tudása hihetetlen gépezetek és automaták megépítését tették lehetővé a digitális vezérlés előtti korokban is, így fogaskerekekkel, tolórudakkal, emelőkkel, forgó tengelyekkel, bowden-kábellel és egyéb módokon a mechanikus jeltovábbítás számtalan analóg módszere ismert. Szintén mechanikus jeltovábbításra alkalmasak a hidraulikus vezetékek, amelyekben levő folyadékoszlop egyik „végére” erőt gyakorolva a folyadékok összenyomhatatlanságának következtében a vezeték másik végén azonnal megjelenik az arányos jel. Ezekkel a mechanikus eszközökkel olyan nagy megbízhatóságot igénylő gépezetek irányítása is lehetséges, mint amilyenek a repülőgépek.
A ma leggyakoribb analóg jeltovábbítási módszer az elektromos áramra alapul. Ennek akár az áramerőssége, akár a feszültsége egészen nagy felbontásig folytonos és arányos, tehát analóg módon szabályozható, vezetéken továbbítható, és ott felhasználható, kiértékelhető. Vannak olyan érzékelők, amelyek közvetlen hatást tudnak gyakorolni az áramra a hőmérséklet, fény, mágneses térerősség változásai szerint. Többféle módszer ismert a mechanikai nyomás változásainak elektromos jellé alakítására, és ez nem csak súly mérésére, hanem például folyadék- vagy gáznyomás mérésére is alkalmas, így akár egy hang hullámai által keltett nyomásváltozások érzékelésére is. Az elektromos úton átvitt jel azután például elektromágneses vagy fényerősség-változásokká alakítható.
Maga a fény is alkalmas analóg jelátvitelre. Elsősorban hadászati célra volt használatban olyan telefonberendezés, amely a beszélő hangját elektromos úton a hanghullámok erőssége szerint változó erősségű fénnyé alakította, a szűk sávban a másik fél felé irányított fénynyalábot ott egy fényérzékelő visszaalakította hanghullámokká. Az ilyen kapcsolathoz nem szükséges kábeles összeköttetés, és az irányítottsága miatt nehezen lehallgatható, különösen mert a használt fénynek nem szükséges a látható tartományba esnie. Ma már lézerfényt használva az irányítottságot és a hatótávot is megnövelték, és ez az eszköz napjainkban is használatban van.
Az átvitelre használt fénynek nem szükséges egyenes vonalban haladnia. Üvegszálakból álló optikai kábelen is lehet fénnyé alakított jelet továbbítani. Egyetlen kábel hatótávolsága ugyan sokkal kisebb, a továbbítás költsége pedig nagyobb, de a fény így gyakorlatilag bármilyen zegzugos útvonalon eljuttatható a célig. (Megjegyzés: a számítógépeknél használatos optikai kábel nem analóg, hanem digitális jelet továbbít, amely egy speciális, kódolt, kvantált átviteli módszer.)
Többször is említésre került a jel átalakítása. Ez általános dolog, a legtöbbször szükséges is az információ továbbításához. Az előbb említett fénytelefon esetében a beszélő hangjának hullámai által keltett mechanikai nyomásváltozásokat például egy piezoelektromos kristályra alapuló eszköz áramingadozásokká alakítja, megtartva a hang és az áram analógiáját, majd az áramingadozásokat egy nagyon gyors reagálókészségű fényforrás alakítja át szintén az áramingadozással analóg fényingadozásokká. Áram által továbbított jelet mechanikus változásokká alakítani szintén lehet az említett piezoelektromos eszközzel – például az ébresztős karórák lapos hangmembránja ilyen –, de lehet elektromágnessel is, amelynek a vonzási ereje a jel ingadozásaival analóg módon változik, a kezdetektől erre alapul minden elektromos hangszóró működése. A jel átalakításának számít a jel erősítése vagy gyengítése, továbbá a különféle forrásoktól eredő, a jelhez hozzáadódott zavaró látszatinformációktól, szaknyelven zajtól való megtisztítása is.

### Átvitel hullámokkal
Nyilvánvaló, hogy maga a hang is alkalmas jeltovábbításra, a beszéd, a zene, a különféle hangjelzések mind ide tartoznak. Ám figyelmesebben megvizsgálva észrevehetjük, hogy a jel átvitelének elve a hang esetében többnyire más, mint amiről eddig szó volt. A hang ugyanis nem közvetlenül az erejének (vagy egyetlen más jellemzőjének) változásával, hanem a frekvenciájával és annak változásaival, de még a hullámainak formájával is információt továbbít, vagyis az eset igen összetett. Ha fizikai szempontból nem is, de a jeltovábbítás elvét nézve szintén idetartozik az elektromágneses rezgésekkel – rádióhullámokkal vagy váltakozó elektromos árammal – történő átvitel.
Anélkül, hogy részletesen elmerülnénk a zenei és beszédhangok összetevőinek összefüggéseibe és érzékelésüknek elméletébe – ez az akusztika területére tartozik –, nézzük meg, hogyan lehet analóg információt továbbítani modulált periodikus rezgésekkel.
A moduláció: „Valamely rezgés egy jellemzőjének változtatása egy másik rezgés pillanatnyi értékének megfelelően. A moduláció célja a kisfrekvenciás információ átvitele nagyfrekvencia felhasználásával.”  Az alábbi ábrát (amely kinagyítható) megvizsgálva pontosan láthatjuk a meghatározás minden részletét. Vegyük sorra a jelátvitel lépéseit.
Adott egy analóg hullám, például egy beszédhang hullámképe, ez az a jel, amelyet továbbítani akarunk, ez esetben amplitúdómodulációval. Ehhez egy állandó és nagy frekvenciájú vivőhullámot használunk. A két hullámot elektronikai úton kombinálni lehet, a jelhullámot egy szakkifejezéssel élve „ráültetjük” a vivőhullámra. Ennek hatására a vivőhullám amplitúdója (keresztirányú, függőleges kitérése) folyamatosan változik, úgy, hogy ezek a kitérések hordozzák a jelhullám alakját. Ez a módszer nagyban emlékeztet a mintavételes adatátalakításra, amelyről korábban szó volt. Az eljárás eredményét képező modulált rezgést például rádióhullámok, vezetékben haladó váltakozó elektromos áram, vagy akár optikai kábelben haladó periodikusan váltakozó erejű fény formájában továbbítjuk. A vevőkészülék ezt a rezgést fogadja, és általában a fázisait egyesítve leolvassa róla a jelhullámot. Az ábrán látható példa a jól láthatóság érdekében vivőhullámként négyszöghullámot alkalmaz, de ez lehet szinuszos hullám is, a példánk szempontjából ennek nincs jelentősége.
Főleg a képet kinagyítva látszik, hogy a vevő oldalán megkapott jelhullám nem egészen pontos mása a küldött jelhullámnak, ami annak a következménye, hogy az analóg jelet nem analóg, hanem mintavételes eljárással képeztük le. Minél kisebb a jelhullám egy szakaszának a hullámhossza, minél hegyesebb hullámszakaszt továbbítunk így, annál jobban előjön a módszer durvasága, annál szögletesebb lesz a végeredmény. Ezért mondja ki a definíció, hogy a jelet nála jóval nagyobb frekvenciájú (kisebb hullámhosszú) vivőhullámon kell továbbítani, azaz nagy mintavételi sűrűséget kell alkalmazni. A középhullámú rádióadók amplitúdómodulált jeltovábbítást használnak – ezt jelenti a hullámtartomány AM jelzése –, a Kossuth rádió 556 kHz frekvenciájú vivőjelet használt, erre kellett a rádiókészüléket hangolni. A 6-8 kilohertzes hanghullámok nagyon pontos és hibamentes leképezéséhez a középhullámú frekvenciák még megfelelőek, de az ennél magasabb hangok, amelyek a zene és a beszéd hangzását is finom árnyalatokkal teszik teljessé, figyelembe véve a rendszer tervezésekor rendelkezésre álló technikát is, már nem vihetők át így, ahhoz a frekvencia modulálását használják.
A frekvenciamodulált (FM) jelátvitel is a jelhullámtól indul, amelyet egy nagy frekvenciájú vivőhullámmal kombinálunk. A modulálás itt nem a vivőhullám amplitúdóját módosítja, hanem a külön-külön minden egyes periódus két fázisának hullámhosszát, tehát a frekvenciát. Ahogy a fenti, kinagyítható ábrán látjuk, a vivőhullám felső fázisán a félhullámok hossza megnő ott, ahol a jel pozitív irányban nő, és lecsökken ott, ahol a jel negatív irányban nő. (Az ábrán a modulálás mértéke erősen torzított.) Az ingadozó frekvenciájú, modulált rezgést, amely ebben az esetben egy szinkronizált, komplementer fázisú négyszöghullám, valamilyen módszerrel a vevőhöz továbbítjuk, amely a frekvencia ingadozásaiból visszanyeri a jelhullámot.
Az amplitúdómodulálással összevetve az rögtön észrevehető, hogy ez a módszer durvább leképezést eredményez, azért, mert itt a mintavétel nem fél, hanem egész periódusonként egyszer történik. A vivőhullám alapfrekvenciájának megnövelésével most is javíthatjuk az átviteli részlethűséget. Az ultrarövid-hullámú tartományban működő rádióadók FM (frekvenciamodulációs) technikával sugároznak, a Kossuth rádió például 107,8 MHz-en, vagyis mintegy kétszázszor nagyobb frekvenciájú vivőhullámmal, mint a középhullámon. Az így kapott finom felbontás már lehetővé teszi a 20 kilohertzes hangok átvitelét is, két csatornán (sztereóban), mellette pedig még jut kapacitás kiegészítő információk digitális sugárzására is. Nem mellékesen ez az átviteli mód sokkal ellenállóbb a légköri zavarokkal és egyéb elektromágneses zajokkal szemben.
Felhívjuk Olvasónk figyelmét, hogy a fejezetben olvasottak nem az elektronikai és rádiótechnikai ismeretek szakszerű bővítésére íródtak, azokhoz csak vázlatosan igazodnak.

### Tárolása
Az analóg jelet, ha az információvesztést meg akarjuk előzni, analóg módszerrel kell tárolni. Az első analóg adathordozó a papír volt, amelyre tulajdonképpen bármilyen érzékelőtől érkező jelet mechanikussá alakítva a jelnek megfelelő vonal húzható egy a jel szerint mozgó tollal. Ez a módszer mechanikus, rugós szerkezettel, áram használata nélkül is megbízhatóan használható, viszonylag alacsony költséggel, így még most is használatban van, meteorológiai mérőhelyeken a hőmérséklet, páratartalom regisztrálására az eltelt idő szerint, vagy földmozgás-érzékelő berendezésekben (szeizmográfokban), nagy épületek, hidak elmozdulásait feljegyző eszközökben. Ugyancsak ezt az egyszerű módszert használják a szív (EKG) vagy az agy (EEG) elektromos jeleit rögzítő, hordozható berendezésekben.
Ehhez meglehetősen hasonló, mechanikai rögzítési technikát alkalmaztak a hang tárolására alkalmas első eszközben, a fonográfban. A felvétel készítésekor a tölcsérbe érkező, felerősödő hang egy membránt rezegtet, a hanghullámokkal nagyjából analóg mozgásra kényszerítve. A membrán rezgése egy tűre adódik át, amely a forgó, viasszal egyenletesen bevont hengerre alig látható hullámokat karcol. Ugyan a szerkezetnek a mély és a magas hangok tartományában elég nagy a jelvesztesége (innen a jellegzetes bádoghangzás), valamint a jelet szennyező zaj is, de erős nagyításban a hengeren látható a hang analóg módon tárolt képe. A viaszba karcolt hullámok lejátszáskor a tűre adják át a tárolt hullámokat, amely végül a hangtölcsérben megszólaltatja a felvételt. Lényegében ezzel azonos elven volt lejátszható a gramofonlemez is, és az évtizedekig világszerte használt, ma egyszerűen (és tévesen) „bakelit”-nek nevezett mikrobarázdás vinyl hanglemezek is, ez utóbbinál persze már különféle kifinomult technikai módszerekkel alakítva elektromos jellé, majd onnan hanggá a lemez barázdáiban tárolt analóg rezgést.
Az analóg jelek tárolása terén a legtöbbször a hang tárolásával találkozhatunk, mivel erre volt a legszélesebb körben és a leggyakrabban igény. Ide tartozik a hangjelek analóg tárolásának egy optikai módszere is, amely szintén sok éven át volt alkalmazásban. A mozifilm hangja magán a filmszalagon volt tárolva, a képkockák mellett erre fenntartott sávban. Ha a filmet vízszintesen tartjuk magunk elé, akkor a hangsávban átlátszó formában a tárolt hanghullámok képét látjuk, azok amplitúdója a hang erősségét őrzi finom részletességgel. A vetítéskor ezt a hullámot is átvilágítja a vetítő lámpája, a hullám szélességével arányos fényerőt a másik oldalon levő fényérzékelő áram ingadozásaivá alakítja, amely így megszólaltatható. A perforáció mérete alapján érzékelhető, hogy az itt látható kép a 35 mm-es filmszalagon levő sztereó hangsávot erősen nagyítva mutatja.
Még egy általánosan használt analóg jelrögzítési módszer is ide kívánkozik, a magnetofon, a magnó. Általában, de nem kizárólag hangrögzítésre használják, a bármilyen forrásból származó mikroáramú elektromos jelet egy finom elektromágnest tartalmazó „fej” elektromágneses téringadozásokká alakít, a jellel analóg módon. A mágneses jeleket a fej előtt elhaladó, mágnesezhető fémet (például vas-oxidot) hordozó műanyagszalag átveszi. Lejátszáskor a szalagon rögzített, ingadozó mágneses jeleket a lejátszófej alakítja vissza áramingadozássá, amely erősítve jut el a hangszóróig, és válik így hallhatóvá. A magnó sokáig az előállítható legjobb minőségű hangrögzítő és lejátszó eszköz volt, a professzionális stúdióberendezések képességei valóban közel jártak a tökéleteshez. A kereskedelmi forgalomban kapható magnók hangzáshűsége viszont már nem volt elég jó, és csak a legdrágább készülékek voltak képesek a minimumra csökkenteni a szalag és a lejátszókészülék saját elektromágneses zaját.
A zajjal, vagyis a tetszőleges fizikai elvű jelhez adódó, de attól független, apró, véletlenszerű állapotváltozásokkal az a probléma, hogy ha egy felvételről másolat készül, akkor a másolat már tartalmazza azt a zajt is, amely a másolás során keletkezik. Ez a gyengébb és nagyobb frekvenciájú analóg jelhullámokat már eltorzította, tehát a másolatról újabb másolat elkészítésekor már továbbadódik, a másoláskor pedig újabb zajok tárolódnak az új felvételben. Az analóg tárolási módszerekre jellemző, hogy a jelek apró változásai is információt hordoznak, de a zaj is apró változásokként kerül a felvételre. A lejátszáskor rendkívül nehéz automatizált módszerekkel eldönteni egy jelről, hogy abban mennyi az eredeti információ és mennyit változtatott azon a zaj. Ha a jel–zaj arány csökken, tehát a zaj a jelhez mérhető nagyságúra nő, akkor az analóg jelek számottevően torzulnak, hasznos információtartalmuk érzékeny veszteséget szenved. A zajok csökkentésére, illetve kiszűrésére a tárolt vagy átvitt analóg jelekből a híradástechnika, az elektronika és az információtechnika együttesen nyújt egyre hatékonyabb megoldásokat.
Az asztali videofelvevő készülékek és a kamerák is a jelek mágnesszalagon történő tárolására és azok visszajátszására épülnek, de ezekben a jelek az analóg televíziózás szabványa szerint már mintavételes eljárással vannak tárolva, igen nagy jelsűrűségben. Ennek ellenére az analóg tévéadás egy pontosan szinkronizált módon, a képernyő pontjaihoz illeszkedő sorrendben, azok fényességével arányos jeleket tartalmaz, szemben a digitális tévéadással, amely minden digitális adatfolyamhoz hasonlóan számértékekké kódolt, és azokat erősen kvantált módon hordozó jelekben írja le a képpontok színeit, fényerejét.
A magnetofon előtt új lehetőségek nyíltak a számítógépes mágnesszalagokon már jó ideje alkalmazott, sokkal nagyobb zajtűrésű digitális tárolási technika bevezetésével, de mire ez kiteljesedhetett volna, átvette a helyét egy másik digitális tárolóeszköz, a Compact Disc, azaz a CD.